# 橋口未和
橋口 未和（はしぐち みわ、1978年7月11日 - ）は、日本の女優、スーツアクター。宮崎県出身。

## 来歴
2003年からテレビ朝日系列「はぐれ刑事純情派」に出演するようになった。
ジャパンアクションエンタープライズに所属していた。2013年に退団。『獣電戦隊キョウリュウジャー』でのデーボ・キャワイーン役が最終作となった。

## 出演

### テレビドラマ
- はぐれ刑事純情派第16シリーズ 第10話（2003年）
- 月曜ミステリー劇場「駅前タクシー湯けむり事件案内」（2005年） - 岡まゆみ吹き替え
- 時効警察（2006年） - 第2話 吹き替え
- あんみつ姫（2007年） - 腰元 役
- 土曜ワイド劇場・新・棟居刑事シリーズ「第3作 棟居刑事の青春の雲海」（2008年11月8日）
- 梅ちゃん先生（2012年） - 娼婦 役
- 本当にあった怖い話 夏の特別編 「黒い病室」（2012年） - スタント

### 特撮テレビドラマ
- 仮面ライダーシリーズ
  - 仮面ライダー555（2003年 - 2004年）
  - 仮面ライダー響鬼（2005年 - 2006年） - カップル女（第34話） 役
  - 仮面ライダーカブト（2006年 - 2007年）
  - 仮面ライダー電王（2007年 - 2008年）
  - 仮面ライダーキバ（2008年 - 2009年） - 掟をやぶった花嫁（第20話） 役
  - 仮面ライダーディケイド（2009年） - シンケンイエロー[3] 役
  - 仮面ライダーW（2009年 - 2010年） -  OL（第36話） 役
  - 仮面ライダーオーズ/OOO （2010年 - 2011年）
  - 仮面ライダーフォーゼ（2011年 - 2012年）
  - 仮面ライダーウィザード（2012年 - 2013年）
- スーパー戦隊シリーズ
  - 爆竜戦隊アバレンジャー（2003年 - 2004年） - バーミア兵[4]
  - 特捜戦隊デカレンジャー（2004年 - 2005年）
  - 魔法戦隊マジレンジャー（2005年 - 2006年）
  - 轟轟戦隊ボウケンジャー（2006年 - 2007年）
  - 獣拳戦隊ゲキレンジャー（2007年 - 2008年）
  - 炎神戦隊ゴーオンジャー（2008年 - 2009年） - ワメイクル（第41話） 役
  - 侍戦隊シンケンジャー（2009年 - 2010年） - シンケンイエロー 役
  - 天装戦隊ゴセイジャー（2010年 - 2011年） - 幽魔獣・遮光器土偶のピカリ眼（第28話） 役
  - 海賊戦隊ゴーカイジャー（2011年 - 2012年）
  - 特命戦隊ゴーバスターズ（2012年 - 2013年） - 母親（第23話） 役
  - 獣電戦隊キョウリュウジャー（2013年 - 2014年） - デーボ・キャワイーン（第19話） 役[1]

### 映画
- ROCKERS（2003年）
- バトル・ロワイアルII 鎮魂歌（2003年）
- スカイハイ 劇場版 （2003年） - スタント
- 亀は意外と速く泳ぐ（2005年） - 女子レスリング部員 役
- あずみ2 Death or Love（2005年） - あずみ（上戸彩）吹き替え
- WOOL100%（2005年） - 北浦吹き替え
- 暗いところで待ち合わせ（2005年） - 田中麗奈吹き替え
- 日本沈没（2006年） - 柴咲コウ吹き替え
- ゲゲゲの鬼太郎（2007年） - 田中麗奈吹き替え
- 海賊戦隊ゴーカイジャーVS宇宙刑事ギャバン THE MOVIE（2012年）
- 宇宙刑事ギャバン THE MOVIE（2012年）
- ヌイグルマーZ（2014年） - アクションクルー
- 仮面ライダーシリーズ
  - 劇場版 仮面ライダー555 パラダイス・ロスト（2003年） - 園田真理（吹き替え）[5]
  - 劇場版 仮面ライダー響鬼と7人の戦鬼（2005年）
  - 劇場版 仮面ライダー電王&キバ クライマックス刑事（2008年）
  - 劇場版 超・仮面ライダー電王&ディケイド NEOジェネレーションズ 鬼ヶ島の戦艦（2009年）
  - 劇場版 仮面ライダーディケイド オールライダー対大ショッカー（2009年）
  - 仮面ライダー×仮面ライダー×仮面ライダー THE MOVIE 超・電王トリロジー（2010年）
    - EPISODE BLUE 派遣イマジンはNEWトラル
    - EPISODE YELLOW お宝DEエンド・パイレーツ

  - 仮面ライダーW FOREVER AtoZ/運命のガイアメモリ（2010年）
  - 仮面ライダー×仮面ライダー オーズ&ダブル feat.スカル MOVIE大戦CORE（2010年）
  - オーズ・電王・オールライダー レッツゴー仮面ライダー（2011年）
  - 劇場版 仮面ライダーオーズ WONDERFUL 将軍と21のコアメダル（2011年）
  - 仮面ライダー×仮面ライダー フォーゼ&オーズ MOVIE大戦MEGA MAX（2011年）
  - 仮面ライダーフォーゼ THE MOVIE みんなで宇宙キターッ!（2012年）
  - 仮面ライダー×仮面ライダー ウィザード&フォーゼ MOVIE大戦アルティメイタム（2012年）
  - 劇場版 仮面ライダーウィザード in Magic Land（2013年）
- スーパー戦隊シリーズ
  - 魔法戦隊マジレンジャー THE MOVIE インフェルシアの花嫁（2005年）
  - 轟轟戦隊ボウケンジャー THE MOVIE 最強のプレシャス（2006年）
  - 炎神戦隊ゴーオンジャー BUNBUN!BANBAN!劇場BANG!!（2008年）
  - 劇場版 炎神戦隊ゴーオンジャーVSゲキレンジャー（2009年）
  - 侍戦隊シンケンジャー 銀幕版 天下分け目の戦（2009年） - シンケンイエロー[6]
  - 侍戦隊シンケンジャーVSゴーオンジャー 銀幕BANG!!（2010年） - シンケンイエロー[7]
  - 天装戦隊ゴセイジャー エピックON THEムービー（2010年）
  - 天装戦隊ゴセイジャーVSシンケンジャー エピックon銀幕（2011年） - シンケンイエロー[8]
  - ゴーカイジャー ゴセイジャー スーパー戦隊199ヒーロー大決戦（2011年） - シンケンレッド（薫）[9]
  - 海賊戦隊ゴーカイジャー THE MOVIE 空飛ぶ幽霊船（2011年）
  - 特命戦隊ゴーバスターズ THE MOVIE 東京エネタワーを守れ!（2012年）
  - 特命戦隊ゴーバスターズVS海賊戦隊ゴーカイジャー THE MOVIE（2013年）
  - 劇場版 獣電戦隊キョウリュウジャー ガブリンチョ・オブ・ミュージック（2013年）
- スーパーヒーロー大戦シリーズ
  - 仮面ライダー×スーパー戦隊 スーパーヒーロー大戦（2012年）
  - 仮面ライダー×スーパー戦隊×宇宙刑事 スーパーヒーロー大戦Z（2013年）

### Vシネマ
- 仮面ライダー電王 超バトルDVD 〜うたって、おどって、大とっくん!!〜（2007年）
- 帰ってきた侍戦隊シンケンジャー 特別幕（2010年） - シンケンイエロー[10]
- 帰ってきた天装戦隊ゴセイジャー last epic（2011年）
- 仮面ライダーW RETURNS 仮面ライダーエターナル（2011年）
- 帰ってきた特命戦隊ゴーバスターズVS動物戦隊ゴーバスターズ（2013年）
- 獣竜戦隊キョウリュウジャー でたァ〜ッ! まなつのアームド・オンまつり!!（2013年）

### ネットムービー
- ネット版 仮面ライダーW FOREVER AtoZで爆笑26連発（2010年）
- ネット版 オーズ・電王・オールライダー レッツゴー仮面ライダー 〜ガチで探せ！君だけのライダー48〜（2011年）
- ネット版 仮面ライダーオーズ ALLSTARS 21の主役とコアメダル（2011年）
- ネット版 仮面ライダー×スーパー戦隊 スーパーヒーロー大変 〜犯人はダレだ?!〜（2012年）

### バラエティ
- 踊る!さんま御殿!!「腰を強打」（2008年） - 独身女性 役

### CM
- マクドナルド「アザラシ編/新しい瞬間編」（2003年） - OL役
- NTT西日本「光プレミアムシネマ」（2005年） - 長沢まさみ吹き替え

### ゲーム
- スクウェア・エニックス「ファイナルファンタジーVII」（2004年） - ティファ 役
- セガ「BASARA-next- KUNOICHI」（2005年） - モーションプレイヤー
- スクウェア・エニックス「ファイナルファンタジーXIII」（2009年） - モーションプレイヤー